# 金井池
金井池（かないいけ）は、長野県長野市にある池。千曲川（長野県内における信濃川の呼称）の河跡湖（三日月湖）である。

## 地理
真田氏の城下町であった長野市松代町柴地籍に位置する。大きさは南北方向に約200メートル、東西方向に約60メートルである。金井山への遊歩道の入口にあたり、春は桜を見に訪れる観光客が多い。金井山に登れば眼下に金井池が見え、長野や松代の市街地を見渡すこともできる。
金井池は千曲川の流路が移った跡に出来た、長野県内で唯一の三日月湖（河跡湖）である。長い年月を経て千曲川が自然に流路変化を起こし、取り残された川の淵の部分が池になったとする説、あるいは江戸時代に水害対策のため千曲川の流路を西へ移動させた際、旧流路に池が出来たとする二通りの説がある。1742年（寛保2年）の水害を契機に、松代藩が千曲川に対する治水工事を延享年間（1744年 - 1747年）に実施しており、それまで山沿いを流れていた千曲川が城下町から距離を置いた現在の流路へと移動した経緯がある。
一方で、真田氏統治時代の松代藩主・真田信之の頃には既に金井池が存在していたとする伝承もある。信之が家来を連れて池（その当時は川だった可能性もあるが詳細不明）に投網をうつと、やかんのような形をした塊が引き上げられた。それは土とも金属ともつかない材質で、かつ水気を帯びていることから、土金水（どこんすい）と名付けられた。夜になると、家に置いておいた土金水が樽の中の酒を飲み始めるという噂話もある。信之亡き後、彼が晩年隠居していた屋敷の跡に大鋒寺が建てられ、池を含む周辺の土地が寺社領となった。土金水は大鋒寺に保存されており、一説にはクジラの椎骨とも言われている。
かつては池の水をポンプでくみ上げ、農業用水として用いられていたこともあったが、周辺から生活排水が流入し水質汚濁が進行したため、農業用水として用いられることはなくなった。水質は1960年代と1990年代とを比較すると富栄養化が見られ、1960年代には1.3 - 1.4メートルあった透明度も、1990年代には0.6 - 0.7メートル程度まで半減している。

## アクセス
公共交通機関
付近に「柴」バス停が設置されている。長電バスによって長野電鉄長野線・須坂駅（須坂市）や松代駅（旧・長野電鉄屋代線）、しなの鉄道しなの鉄道線・屋代駅（千曲市）へ至る路線バスが運行されている。